# Lane Davies
Lane Davies (ur. 31 lipca 1950 w Dalton w stanie Georgia) – amerykański aktor telewizyjny, teatralny i filmowy.

## Życiorys

### Wczesne lata
Urodził się i wychowywał z trzema braćmi w Dalton, gdzie jego rodzice Emily i Bill Davies aktywnie uczestniczyli w teatrze, który stał się także jego pasją. Brał udział w produkcjach scenicznych w szkole średniej, którą ukończył z wyróżnieniem. Studiował na wydziale teatralnym Middle Tennessee University.

### Kariera
Występował w teatrze The Alley w Houston w Teksasie, a następnie przeniósł się do Nowego Jorku, gdzie przez dwa lata studiował aktorstwo i występował w teatrze. Potem przeprowadził się do Los Angeles, gdzie na stałe związał się z teatrem, występując w sztukach: Hamlet, Wożąc panią Daisy czy Rosenkrantz i Guildenstern nie żyją.
Pierwszą znaczącą rolą telewizyjną był dr Evan Whyland w operze mydlanej NBC Dni naszego życia (Days of Our Lives, 1981-82). Wystąpił w thrillerze Briana De Palmy Świadek mimo woli (Body Double, 1984) z Melanie Griffith. Później zdobył kontrakt na rolę w operze mydlanej NBC Santa Barbara (1984-89), gdzie wcielił się w postać Masona Capwella. Po opuszeniu serialu, przez siedem miesięcy podróżował po świecie. Kiedy powrócił na wschodnie wybrzeże, został zatrudniony w charakterze pilota komediowego.
Jako reżyser teatralny zrealizował komedie autorstwa Williama Shakespeare’a: Sen nocy letniej (1997) z Kingsmen Shakespeare Company i Wieczór Trzech Króli (2001) w Oak Park High School.

### Życie prywatne
W 1990 poślubił Holly Swann, z którą ma dwóch synów – Thatchera Lee i Nathana Hamiltona.

## Filmografia
- 1978: The Magic of Lassie (Magia Lassie) jako Allan Fogerty
- 1981–1982: Dni naszego życia (Days of Our Lives) jako Evan Whyland
- 1981: CHiPs jako Evan Whyland
- 1983: Dallas jako Craig Gurney
- 1984: Świadek mimo woli (Body Double) jako Billy
- 1984–1989: Santa Barbara jako Mason Capwell
- 1991: Świat według Bundych (Married... with Children) jako Harry Ashland
- 1992: Złotka (Golden Girls) jako Peterson
- 1992: Tata major (Major Dad) jako kpt. Bob Burlock
- 1992: Moda na sukces (The Bold and the Beautiful) jako Ridge Forrester
- 1993: Świat pana trenera (Coach) jako Gerry Finnegan
- 1994: Kroniki Seinfelda (Seinfeld) jako MacKenzie
- 1994: Pomoc domowa (The Nanny) jako Nigel Waters
- 1996: Szpital miejski (General Hospital) jako adwokat Alexis Davis
- 1995–1997: Nowe przygody Supermana (Lois & Clark: New Adventures of Superman) jako Tempus
- 1998: Ja się zastrzelę (Just Shoot Me!) jako dr Hendrie
- 1998: Jesse jako pan Bergen
- 1999: Statek miłości (Love Boat: The Next Wave) jako Jerry Whitaker
- 2000: Kancelaria adwokacka (The Practice) jako
- 2000: Trzecia planeta od Słońca (3rd Rock from the Sun) jako Chancellor Duncan
- 2002: Hoży doktorzy (Scrubs) jako Simon Reid
- 2002–2004: Szpital miejski (General Hospital) jako dr Cameron Lewis
- 2011: Powodzenia, Charlie! (Good Luck Charlie) jako pan Krump